# Sioniac
Sioniac ist eine Gemeinde in Frankreich. Sie gehört zur Region Nouvelle-Aquitaine, zum Département Corrèze und zum Arrondissement Brive-la-Gaillarde. Sie grenzt im Nordwesten an Curemonte, im Norden an Nonards, im Osten an Beaulieu-sur-Dordogne und Astaillac, im Süden an Liourdres und Bilhac sowie im Westen an Queyssac-les-Vignes und Végennes.

## Bevölkerungsentwicklung
| Jahr      | 1962 | 1968 | 1975 | 1982 | 1990 | 1999 | 2008 | 2012 |
| --------- | ---- | ---- | ---- | ---- | ---- | ---- | ---- | ---- |
| Einwohner | 231  | 221  | 187  | 190  | 199  | 207  | 244  | 243  |